# ジョン・フィッシャー
ジョン・フィッシャー（John Fisher, 1469年 - 1535年6月22日）は、イングランドの聖職者。カトリック教会・聖公会で聖人。

## 生涯
イングランドのビヴァリーで生まれる。ケンブリッジ大学で学び、人文主義的教養を身につけた。1501年にケンブリッジ大学副総長、1503年に神学教授、翌1504年には総長に就任した。また同年、イングランド王ヘンリー7世によりロチェスターの司教に命じられた。
フィッシャーが大学を指導した時代は学問研究が盛んであり、1505年にヘンリー7世の母マーガレット・ボーフォートの支援でクライスツ・カレッジ、1511年にはセント・ジョンズ・カレッジがそれぞれ設立された。また、人文学者エラスムスを同大学へ招いたのも彼であった。
ヘンリー8世の離婚問題が生じた時、トマス・モアと共に離婚に反対した。また、王がローマ教皇を頂点とする教会から分離して自らを首長とするイングランド国教会の設立をしようとした時も反対の立場を貫いた。そのため、ロンドン塔に反逆者として監禁された。
獄中、ヘンリー8世が再度、国教会の首長として自分を認めるよう強要したにもかかわらず、フィッシャーは強固に応じなかったため王の怒りを買い、斬首刑に処された。首はロンドン橋上で晒され、遺体はロンドン塔内に葬られた。ローマ教皇パウルス3世により司祭枢機卿に叙任する通知がイングランドに届いた直後の処刑だった。
1886年、モアと同時に教皇首位権援護の殉教者として列福され、死後400年の1935年には、モアと共に列聖され聖人となった。